# Aoba-ku (Sendai)
Pour les articles homonymes, voir Aoba-ku.
Aoba (青葉区, Aoba-ku) est l'un des cinq arrondissements de la ville de Sendai au Japon. Il va du centre jusqu'au nord-ouest de la ville.

## Géographie

### Démographie
En 2016, sa population est de 310 672 habitants pour une superficie de 302,24 km2, ce qui fait une densité de population de 1 030 hab./km2.

## Lieux notables

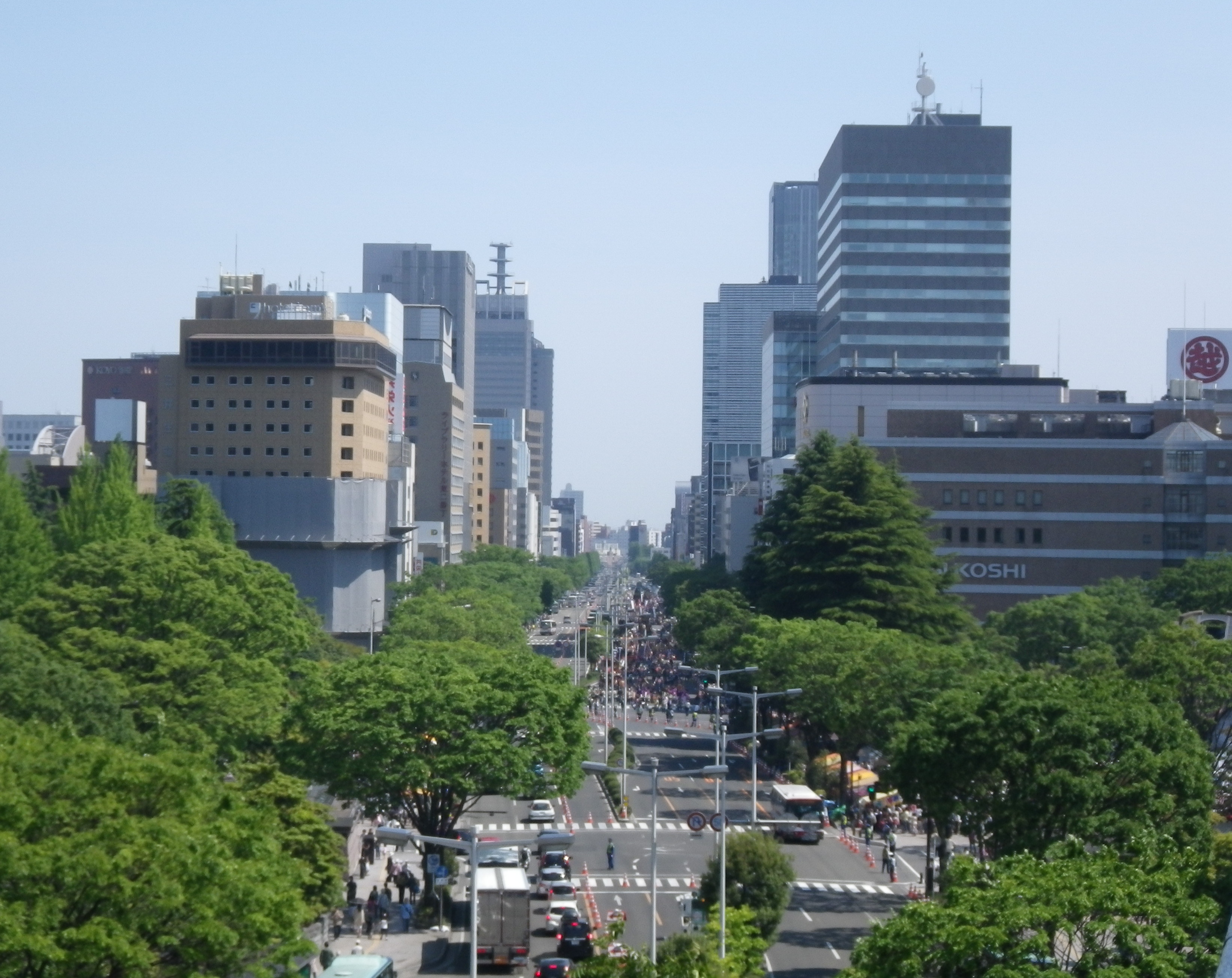
L'avenue Higashi-Ni-banchō dans l'arrondissement d'Aoba.

- Château de Sendai
- Ōsaki Hachiman-gū
- Université du Tōhoku
- Zuihō-den

## Transport publics
L'arrondissement est desservi par les lignes de métro Namboku et Tōzai. La gare de Sendai se trouve à l'extrême est de l'arrondissement et permet l'accès aux lignes de la JR East dont la ligne Shinkansen Tōhoku.